# Boom Pop Fest '73
Boom Pop Fest '73 je dvojni album v živo s posnetki z BOOM Festivala 1973. Festival se je odvijal 20. in 22. aprila 1973 v Hali Tivoli v Ljubljani. Festivala se je udeležilo veliko izvajalcev: Yu Grupa, Buco i Srđan, Ave, Srce, Jutro, Zdenka Kovačiček & Nirvana, Rock Express, Grupa 220, Drago Mlinarec & prijatelji, Time, Dah, Grupa 777, Lambert Shop, Clan, Grupa Marina Škrgatića, Pop mašina, Srđan Marjanović, Ivica Percl, Boomerang, Ganeša in Tajga & Spirit.

## Seznam skladb
| A stran | A stran                                          | A stran      | A stran |
| Št.     | Naslov                                           | Izvajalec    | Dolžina |
| ------- | ------------------------------------------------ | ------------ | ------- |
| 1.      | „Kosovski božuri‟ (Miodrag Kostić/Dragan Jelić)  | Yu grupa     | 5:32    |
| 2.      | „Ako odem‟ (Josip Sliško)                        | Buco i Srđan | 2:53    |
| 3.      | „Moj smeh je umrl‟ (Vlado Šuster/Rajko Đorđević) | Ave          | 3:33    |
| 4.      | „Gvendolina‟ (Janez Bončina/Dušan Velkaverh)     | Srce         | 6:56    |

| B stran | B stran                                        | B stran                    | B stran |
| Št.     | Naslov                                         | Izvajalec                  | Dolžina |
| ------- | ---------------------------------------------- | -------------------------- | ------- |
| 1.      | „Mala nočna glasba‟ (Wolfgang Amadeus Mozart)  | Jutro                      | 4:56    |
| 2.      | „Klik tema broj 1‟ (Nirvana, Zdenka Kovačiček) | Zdenka Kovačiček & Nirvana | 8:17    |
| 3.      | „Eto tako‟ (Dadi Stojanović)                   | Rock Express               | 5:02    |

| C stran | C stran                             | C stran                     | C stran |
| Št.     | Naslov                              | Izvajalec                   | Dolžina |
| ------- | ----------------------------------- | --------------------------- | ------- |
| 1.      | „Pop pjevač‟ (Drago Mlinarec)       | Grupa 220                   | 10:26   |
| 2.      | „Pjesme s planine‟ (Drago Mlinarec) | Drago Mlinarec & prijatelji | 7:49    |

| D stran | D stran                                              | D stran   | D stran |
| Št.     | Naslov                                               | Izvajalec | Dolžina |
| ------- | ---------------------------------------------------- | --------- | ------- |
| 1.      | „Reci mi ciganko što u mome dlanu piše‟ (Dado Topić) | Time      | 9:18    |
| 2.      | „Ako poželiš‟ (Zlatko Manojlović)                    | Dah       | 3:45    |
| 3.      | „Hej zar ne čuješ ti‟ (Andrej Baša)                  | Grupa 777 | 6:48    |